# Surface de Châtelet
 (mars 2014).
Si vous disposez d'ouvrages ou d'articles de référence ou si vous connaissez des sites web de qualité traitant du thème abordé ici, merci de compléter l'article en donnant les références utiles à sa vérifiabilité et en les liant à la section « Notes et références ».

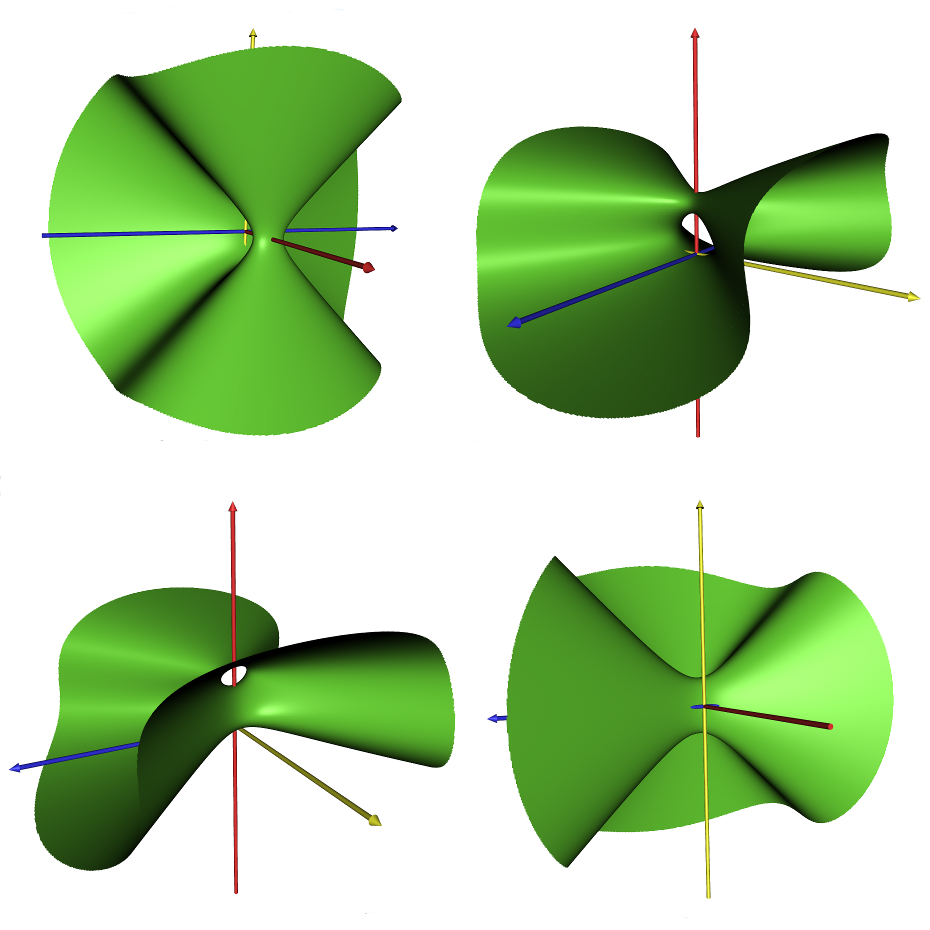
Quelques exemples de ces surfaces pour. Axes: x=rouge, y=jaunes, z=bleu

En géométrie algébrique, une surface de Châtelet est une surface rationnelle étudiée par le mathématicien François Châtelet et définie par l'équation : {\displaystyle y^{2}-az^{2}=P(x)}, où P est de degré 3 ou 4. Ce sont des fibrés en coniques.